# Saturn Award du meilleur artiste invité
Le Saturn Award du meilleur artiste invité (Saturn Award for Best Guest Starring Role in Television) est une récompense télévisuelle décernée chaque année depuis 2009 par l'Académie des films de science-fiction, fantastique et horreur (Academy of Science Fiction Fantasy & Horror Films) pour récompenser le meilleur artiste invité (guest star) dans une série de science-fiction, fantastique ou d'horreur.

## Palmarès
Note : L'année indiquée est celle de la cérémonie, récompensant les séries diffusées au cours de l'année précédente. Les lauréates sont indiquées en tête de chaque catégorie et en caractères gras. Les titres originaux sont précisés entre parenthèses, sauf s'ils correspondent au titre en français.

### Années 2000
- 2009 : Jimmy Smits pour Dexter
  - Kristen Bell pour Heroes
  - Alan Dale pour Lost : Les Disparus
  - Kevin Durand pour Lost : Les Disparus
  - Robert Forster pour Heroes
  - Sonya Walger pour Lost : Les Disparus

### Années 2010
- 2010 : Leonard Nimoy pour Fringe
  - Bernard Cribbins pour Doctor Who : La Prophétie de Noël
  - Raymond Cruz pour Breaking Bad
  - Michelle Forbes pour True Blood
  - John Lithgow pour Dexter
  - Mark Pellegrino pour Lost : Les Disparus

- 2011 : Joe Manganiello pour True Blood et Richard Dreyfuss pour Weeds - ex æquo
  - Noah Emmerich pour The Walking Dead
  - Giancarlo Esposito pour Breaking Bad
  - John Terry pour Lost : Les Disparus
  - Seth Gabel pour Fringe

- 2012 : Tom Skerritt pour Leverage
  - Steven Bauer pour Breaking Bad
  - Orla Brady pour Fringe
  - Mark Margolis pour Breaking Bad
  - Edward James Olmos pour Dexter
  - Zachary Quinto pour American Horror Story

- 2013 : Yvonne Strahovski pour Dexter
  - Blair Brown pour Fringe
  - Terry O'Quinn pour Falling Skies
  - Lance Reddick pour Fringe
  - Mark Sheppard pour Leverage
  - Ray Stevenson pour Dexter

- 2014 : Robert Forster pour Breaking Bad
  - Stephen Collins pour Falling Skies
  - Danny Huston pour American Horror Story: Coven
  - David Morrissey pour The Walking Dead
  - Charlotte Rampling pour Dexter
  - Gina Torres pour Hannibal

- 2015 : Wentworth Miller pour Flash
  - Dominic Cooper pour Agent Carter
  - Neil Patrick Harris pour American Horror Story: Freak Show
  - John Larroquette pour Flynn Carson et les Nouveaux Aventuriers
  - Michael Pitt pour Hannibal
  - Andrew James West pour The Walking Dead

- 2016 : William Shatner pour Haven
  - Alex Kingston pour Doctor Who: Les Maris de River Song
  - John Carroll Lynch pour The Walking Dead
  - Laura Benanti pour Supergirl
  - Scott Glenn pour Daredevil
  - Steven Brand pour Teen Wolf
  - Victor Garber pour Flash

- 2017 : Jeffrey Dean Morgan pour The Walking Dead
  - Anthony Hopkins pour Westworld
  - Dominique Pinon pour Outlander
  - Ian Bohen pour Teen Wolf
  - Leslie Jordan pour American Horror Story : Roanoke
  - Tyler Hoechlin pour Supergirl

- 2018 : David Lynch pour Twin Peaks: The Return
  - Bryan Cranston pour Philip K. Dick's Electric Dreams
  - Michael Greyeyes pour Fear the Walking Dead
  - Jeffrey Dean Morgan pour The Walking Dead
  - Rachel Nichols pour Flynn Carson et les Nouveaux Aventuriers
  - Jesse Plemons pour Black Mirror
  - Hartley Sawyer pour Flash
  - Michelle Yeoh pour Star Trek: Discovery
- 2019[1] : Jeffrey Dean Morgan – The Walking Dead : Negan
  - Rainer Bock Better Call Saul : Werner Ziegler
  - Jon Cryer - Supergirl : Lex Luthor
  - Sydney Lemmon (en) - Fear the Walking Dead : Isabelle
  - Tonya Pinkins - Fear the Walking Dead : Martha
  - Ed Speleers - Outlander : Stephen Bonnet

### Années 2020
- 2021 : Jon Cryer - Supergirl
  - Giancarlo Esposito The Mandalorian
  - Mark Hamill - What We Do in the Shadows
  - Jeffrey Dean Morgan – The Walking Dead
  - Kate Mulgrew - Mr. Mercedes
  - Billy Porter - The Twilight Zone : La Quatrième Dimension
  - Jeri Ryan - Star Trek: Picard

| Meilleur artiste invité - 2022 : Jennifer Tilly - Chucky - Michael Biehn - The Walking Dead - Rachael Harris Ghosts - Jesse James Keitel - Big Sky - Jeffrey Dean Morgan – The Walking Dead - Fisher Stevens - Blacklist - Aisha Tyler - Fear the Walking Dead | Meilleur artiste invité dans un programme en streaming - 2022 : Hayden Christensen – Obi-Wan Kenobi - Jensen Ackles – The Boys - LeVar Burton - Leverage: Redemption - Tony Dalton - Hawkeye - Rosario Dawson – The Mandalorian - Robert Englund - Stranger Things - Jonathan Majors - Loki |

- 2024 : Paul Wesley pour le rôle de James Tiberius Kirk dans Star Trek: Strange New Worlds
  - Gael García Bernal pour le rôle de Jack Russell / Werewolf by Night dans Werewolf by Night
  - Giancarlo Esposito pour le rôle de Moff Gideon dans The Mandalorian
  - Nick Offerman pour le rôle de Bill dans The Last of Us
  - Amanda Plummer pour le rôle de Vadic dans Star Trek: Picard
  - Andy Serkis pour le rôle de Kino Loy dans Andor
  - Catherine Zeta-Jones pour le rôle de Morticia Addams dans Mercredi

- 2025 : Mark Hamill – La Chute de la maison Usher (The Fall of the House of Usher) 
  - Matthew Jeffers – The Walking Dead: The Ones Who Live
  - Martin Kove – Cobra Kai
  - Kyle MacLachlan – Fallout
  - Andrea Martin – Evil
  - Aubrey Plaza – Agatha All Along
  - Ke Huy Quan – Loki